# Dražkovce
Dražkovce este o comună slovacă, aflată în districtul Martin din regiunea Žilina. Localitatea se află la altitudinea de 426 m deasupra n.m., se întinde pe o suprafață de 4,42 km2 și în 2017 număra 987 de locuitori.

## Istoric
Localitatea Dražkovce este atestată documentar din 1242.

## Demografie
| An:                | 1994 | 2004    | 2014    | 2024    |
| ------------------ | ---- | ------- | ------- | ------- |
| Număr de persoane: | 498  | 571     | 936     | 1063    |
| Diferență:         |      | +14,65% | +63,92% | +13,56% |

| An:                | 2023 | 2024   |
| ------------------ | ---- | ------ |
| Număr de persoane: | 1068 | 1063   |
| Diferență:         |      | −0,46% |